# Metal Slug Tactics
Metal Slug Tactics — компьютерная игра в жанре пошаговой тактики, разработанная студией Leikir при поддержке Dotemu. Проект является спин-оффом популярной аркадной франшизы Metal Slug. Релиз игры состоялся 5 ноября 2024 года на консолях Nintendo Switch, PlayStation 4, PlayStation 5, Xbox One, Xbox Series X/S, а также Microsoft Windows.

## Игровой процесс

В отличие от других игр серии в Metal Slug Tactics используется изометрическая перспектива

В отличие от более старых игр Metal Slug, которые представляют собой классические шутеры с «видом сбоку», Metal Slug Tactics является тактической пошаговой игрой с изометрической перспективой. Карта мира разделена на регионы, кульминацией каждого из которых является битва с боссом. Каждый регион разделен на несколько миссий, которые можно выполнять в произвольном порядке. Каждая миссия имеет уникальные цели и награды, перед её началом игрок должны расставить приоритеты в отношении необходимых ему ресурсов. В игре представлена структура схожая с roguelike-проектами. Отдельных членов отряда можно воскрешать во время боя с помощью очков подкрепления, если все персонажи будут побеждены, миссию нужно начать заново. Вне боевых миссий игрок может повышать навыки персонажей на аванпосте (базе), а также улучшать свое оружие с помощью модов и приобретать новые предметы и оружие у продавцов.
Перед началом миссии игрок может выбрать трех персонажей из отряда Peregrine Falcons. У каждого персонажа есть основное оружие с неограниченным запасом боеприпасов, дополнительное оружие с ограниченным запасом боеприпасов и определённый навык. Активация специальных способностей требует выброса адреналина, который вырабатывается при передвижении по полю боя и атаке врагов. В игре используется движение по сетке, разделённой на ячейки, у игрока есть два очка действия на каждый ход: одно — для передвижение по сетке, другое — для выполнение действия (например, атаки). В свою очередь, враги будут пытаться атаковать игрока, хотя они могут также прятаться за укрытиями, чтобы усилить свою защиту. Чем больше персонаж движется, тем выше его защита. Стратегически размещая персонажей на поле боя, игроки могут синхронизировать атаки. При атаке противника, который также находится в пределах прямой видимости другого персонажа, автоматически запускается повторная атака этого персонажа. Игрок также может использовать ловушки на карте для нанесения дополнительного урона своим врагам. Иногда на поле боя можно вывести танк, что позволяет игроку наносить сокрушительный урон врагам. В зависимости от количества доступного топлива танк может атаковать врагов своим оружием несколько раз за ход.
Игра включает 36 видов оружия, 176 модификаций, а также 20 типов миссий и 110 различных карт. Проходить их можно неограниченное количество раз, чтобы пробовать разные выкладки снаряжения.

## Разработка
После успеха таких игр, как Wonder Boy: The Dragon’s Trap и Streets of Rage 4, компания SNK пригласила Dotemu возродить одну из своих бездействующих франшиз. Выбор пал на Metal Slug, поскольку она была одной из немногих франшиз, принадлежащих SNK, которая не являлась файтингом. Ведущим разработчиком игры выступила студия Leikir, базирующаяся в Париже. В 2018 году Leikir представила проект SNK, а в 2019 году началась полноценная разработка игры. SNK не принимала непосредственного участия в разработке Metal Slug Tactics, хотя и предоставила Leikir доступ ко всем ассетам предыдущих игр серии. Однако они не были использованы в Tactics из-за изменения перспективы камеры и игрового процесса. Важным источником вдохновения для разработчиков послужила тактическая игра Into the Breach, однако, при этом, отдавая дань уважения экшн-корням Metal Slug, игровой процесс ориентировали на скорость, несмотря на то, что он пошаговый. Команда предусмотрела множество вариантов сложности, чтобы угодить как поклонникам пошаговых тактических игр, так и более старым фанатам серии Metal Slug, которые не знакомы с подобным стилем игрового процесса.
Игра была официально анонсирована компанией Dotemu в июне 2021 года на мероприятии Summer Game Fest. Первоначально релиз планировался на 2023 год, однако впоследствии дата выхода была перенесена на конец 2024 год. В качестве причин называлось желание сделать Metal Slug Tactics достойной частью серии Metal Slug, которая «оправдает все ожидания игроков».

## Отзывы
| Иноязычные издания | Иноязычные издания |
| Издание            | Оценка             |
| ------------------ | ------------------ |
| Edge               | 4/10               |